# 本巴迪斯 (君士坦丁省)
34°57′N 0°55′W / 34.950°N 0.917°W

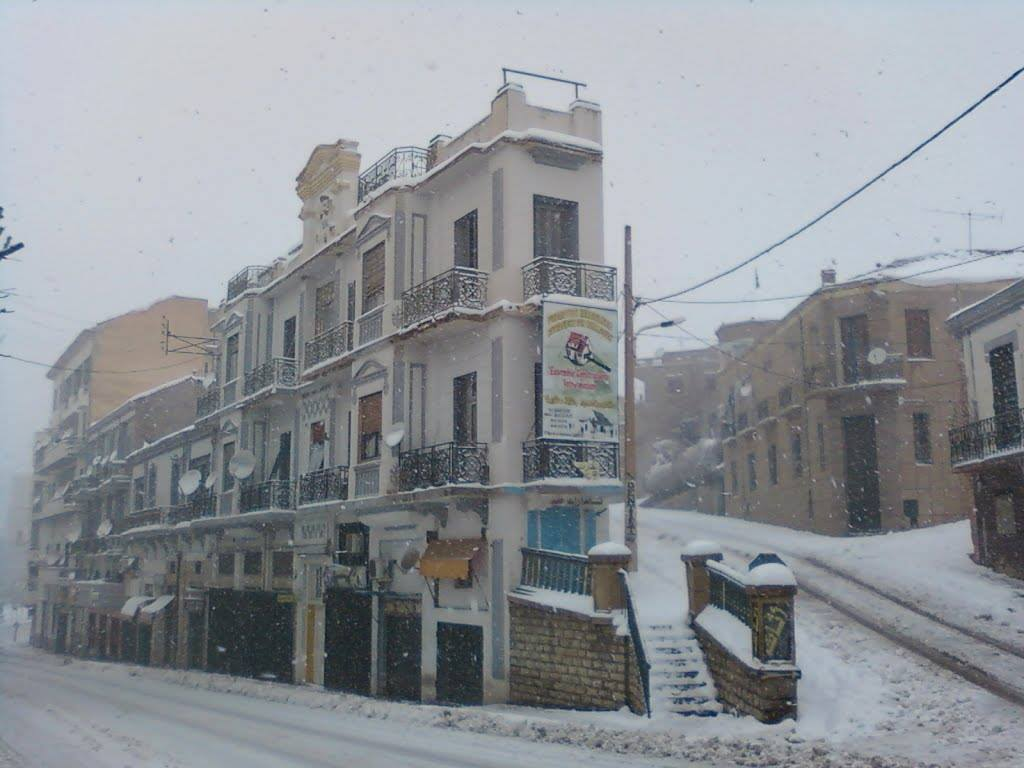
本巴迪斯

本巴迪斯（阿拉伯语：‎），是阿爾及利亞的城鎮，位於該國東北部君士坦丁省，由艾因阿比德區負責管轄，面積310平方公里，海拔高度791米，2008年人口18,735人，人口密度每平方公里60人。